# Distance (mathématiques)
Pour les articles homonymes, voir Distance.
En mathématiques, une distance est une application qui formalise l'idée intuitive de distance, c'est-à-dire la longueur qui sépare deux points. C'est par l'analyse des principales propriétés de la distance usuelle que Fréchet introduit la notion d'espace métrique, développée ensuite par Hausdorff. Elle introduit un langage géométrique dans de nombreuses questions d'analyse et de théorie des nombres.
À partir de la définition d'une distance, vue comme une application satisfaisant à certains axiomes, d'autres notions de distance peuvent être définies, comme la distance entre deux parties, ou la distance d'un point à une partie, sans que ces dernières répondent à la définition première d'une distance.

## Définition
On appelle distance sur un ensemble E toute application d définie sur le produit E2 = E×E et à valeurs dans l'ensemble ℝ+ des réels positifs ou nuls,
vérifiant les propriétés suivantes :
| Nom                    | Propriété                                                            |
| ---------------------- | -------------------------------------------------------------------- |
| symétrie               | {\displaystyle \forall (a,b)\in E^{2},\ d(a,b)=d(b,a)}               |
| séparation             | {\displaystyle \forall (a,b)\in E^{2},\ d(a,b)=0\Leftrightarrow a=b} |
| inégalité triangulaire | {\displaystyle \forall (a,b,c)\in E^{3},\ d(a,c)\leq d(a,b)+d(b,c)}  |

Un ensemble muni d'une distance s'appelle un espace métrique.
Remarques
- Ces conditions expriment les notions intuitives du concept de distance. Par exemple, que la distance entre des points distincts est strictement positive et que la distance de x à y est la même que la distance de y à x. L'inégalité triangulaire signifie que la distance parcourue directement entre x et z, n'est pas plus grande que la distance à parcourir en partant d'abord de x vers y puis de y vers z. Euclide dans ses travaux[réf. incomplète] démontra[Information douteuse] que la plus courte distance entre deux points est une droite[pas clair], ce qui était l'inégalité triangulaire pour sa géométrie.
- Dans la définition d'une distance, on peut se contenter de supposer que l'ensemble d'arrivée est ℝ, et que d vérifie l'axiome de séparation et l'une quelconque des trois variantes suivantes de l'inégalité triangulaire : d(a, c) ≤ d(b, a) + d(b, c), ou d(a, c) ≤ d(a, b) + d(c, b), ou encore d(a, c) ≤ d(b,a) + d(c,b). La positivité et la symétrie se déduisent facilement de ces seuls axiomes.

## Propriétés simples
- Si E est un sous-ensemble de F et si d : F×F → ℝ+ est une distance sur F, alors la restriction de d à E×E est une distance sur E.
- Si d1 et d2 sont respectivement des distances sur E1 et E2 et si F est le produit E1×E2, alors l'application d : F×F → ℝ+ définie par{\displaystyle d((a_{1},a_{2}),(b_{1},b_{2}))=d_{1}(a_{1},b_{1})+d_{2}(a_{2},b_{2})}est une distance sur F. Pour des généralisations, voir Produit d'espaces métriques.
- Si d1 et d2 sont des distances sur E alors d1 + d2 aussi (d'après les deux points précédents, en identifiant E à la diagonale de E×E).

## Cas particuliers

### Distance ultramétrique
La distance est dite ultramétrique si de plus :
| Nom         | Propriété                                                          |
| ----------- | ------------------------------------------------------------------ |
| Ultramétrie | {\displaystyle \forall a,b,c\in E:d(a,c)\leq \max(d(a,b),d(b,c)).} |

Un exemple de telle distance intervient de façon cruciale dans la théorie des valuations p-adiques. L'interprétation géométrique de l'inégalité triangulaire dans un espace ultramétrique amène à dire que tous les triangles sont isocèles ; de plus, toutes les boules de rayon donné définies sur cet ensemble constituent une partition de cet ensemble ; en faisant croître ce rayon depuis 0, l'espace se trouve doté d'une structure hiérarchique de proximité, utilisable en classification automatique, en particulier pour le clustering hiérarchique.

## Exemples de distances classiques

### Distance sur des espaces vectoriels

Distance de Manhattan (chemins rouge, jaune et bleu) contre distance euclidienne en vert.

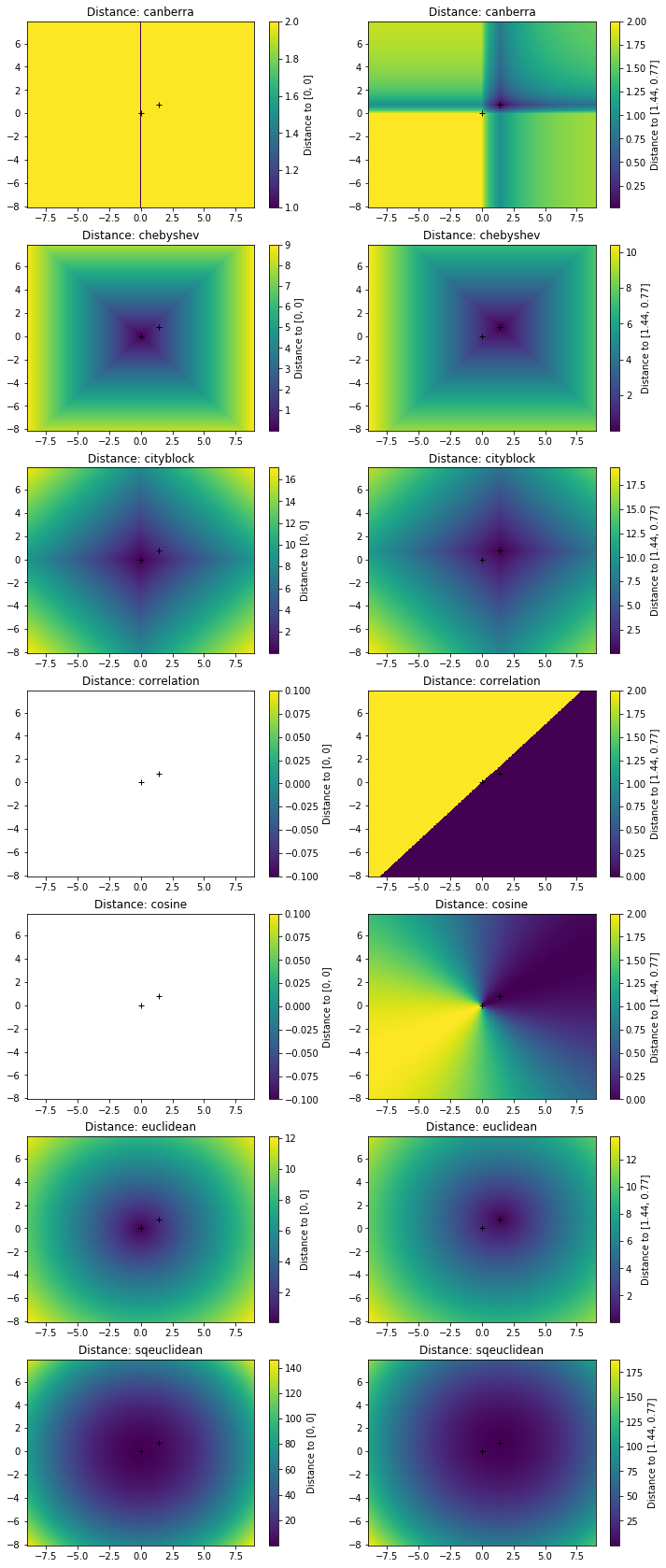
Visualisation de quelques distances et semi-distances : distances des points du plan par rapport au point origine et à un autre point de référence

Sur un espace vectoriel normé {\displaystyle (E,\|\cdot \|)}, la distance d « induite par » la norme {\displaystyle \|\cdot \|} est définie par :
{\displaystyle \forall (x,y)\in E\times E\quad d(x,y)=\|y-x\|}.
En particulier, dans ℝn (donc aussi dans ses sous-ensembles), on peut définir de plusieurs manières la distance entre deux points, bien qu'elle soit généralement donnée par la distance euclidienne (ou 2-distance). Soit deux points de E, (x1, x2, …,xn) et (y1, y2, …,yn), on exprime les différentes distances ainsi :
| Nom                    | Paramètre  | Fonction |
| ---------------------- | ---------- | --- |
| distance de Manhattan  | 1-distance | {\displaystyle \sum _{i=1}^{n}\|x_{i}-y_{i}\|}                                                                              |
| distance euclidienne   | 2-distance | {\displaystyle {\sqrt {\sum _{i=1}^{n}(x_{i}-y_{i})^{2}}}}                                                                  |
| distance de Minkowski  | p-distance | {\displaystyle {\sqrt[{p}]{\sum _{i=1}^{n}\|x_{i}-y_{i}\|^{p}}}}                                                            |
| distance de Tchebychev | ∞-distance | {\displaystyle \lim _{p\to \infty }{\sqrt[{p}]{\sum _{i=1}^{n}\|x_{i}-y_{i}\|^{p}}}=\sup _{1\leq i\leq n}{\|x_{i}-y_{i}\|}} |

La 2-distance permet de généraliser l'application du théorème de Pythagore à un espace de dimension n. C'est la distance la plus « intuitive ».
La p-distance est rarement utilisée en dehors des cas p = 1, 2 ou ∞. L'∞-distance présente la particularité amusante de permettre la définition en toute rigueur de sphères cubiques (voir oxymore). La 1-distance permet de définir des sphères octaédriques.

### Distance discrète
Sur n'importe quel ensemble, la distance discrète d est définie par : si x = y alors d(x, y) = 0 et sinon, d(x, y) = 1.

### Distances entre deux permutations
Il est également possible de définir des distances entre des permutations. L'exemple suivant est très utilisé dans le réarrangement de génomes. Soit S un ensemble de permutations modélisant diverses opérations ; alors la distance entre deux permutations π et σ est la longueur d'une séquence minimale formée du produit d'éléments de S telle que cette séquence transforme π en σ.
On peut utiliser la distance de Kendall qui mesure le nombre de transpositions permettant de passer d'une permutation à une autre, ce qui revient à calculer l'indice tau = (somme des couples concordants) - (somme des couples discordants) /  n(n-1)/2. L'indice varie de -1 à +1 selon la ressemblance entre les permutations.
Ces distances peuvent également servir à mesurer, de diverses manières, le désordre présent dans une séquence. On utilise alors ces mesures pour analyser les performances de divers algorithmes de tri, ou pour construire de nouveaux algorithmes de tri qui effectuent un nombre de comparaisons optimal par rapport à la mesure de désordre choisie.

### Distance de Levenshtein
La distance de Levenshtein est un exemple de distance définie sur l'ensemble des chaînes de caractères. Elle est définie pour deux chaînes A et B comme le nombre minimal d'opération d'ajout/suppression/remplacement de caractères pour transformer la chaîne A en la chaîne B.
Exemples:
- Levenshtein('BONJOUR', 'BONSOIR')=2 (il est nécessaire et suffisant de remplacer 'J' par 'S' et 'U' par 'I').
- Levenshtein('DEBUT', 'FIN')=5
- Levenshtein('DUNKERQUE', 'PERPIGNAN')=9[7].

Ce type de distance est couramment utilisé pour des applications de filtrage/correction d'erreurs, par exemple la correction automatique pour des programmes de traitement de texte (le programme va rechercher dans un dictionnaire les mots présentant les distances les plus faibles avec le mot mal orthographié), l'appareillement de lectures optiques de plaques minéralogiques...
Il existe des variantes de cette distance, telles que la distance de Damerau-Levenshtein.
Le même principe général peut être utilisé pour les applications de reconnaissance de formes.

## Exemples d'autres emplois du termedistance
Le terme distance est parfois utilisé pour désigner des applications ne répondant pas à la définition classique pour les espaces métriques, présentée en début d'article.

### Distance entre deux ensembles
Soient E1 et E2 deux parties non vides d'un espace métrique E muni d'une distance d, on définit la distance entre ces deux ensembles comme :
{\displaystyle d(E_{1},E_{2})=\inf\{d(x,y)\mid (x,y)\in E_{1}\times E_{2}\}.}
C'est un réel positif, comme borne inférieure d'un ensemble non vide de réels positifs.
N.B.
Cette « distance » n'est pas une distance sur l'ensemble des parties de E au sens des axiomes définis plus haut. En particulier si la distance entre deux ensembles est nulle, on ne peut pas en déduire que ces ensembles sont égaux, ni même que leurs adhérences se rencontrent.
Néanmoins, il est possible de définir une vraie distance entre les parties compactes d'un espace métrique, la distance de Hausdorff.

#### Théorème
Avec les notations ci-dessus, {\displaystyle d(E_{1},E_{2})=d({\bar {E_{1}}},{\bar {E_{2}}})}, où {\displaystyle {\bar {F}}} désigne l'adhérence d'une partie {\displaystyle F} de {\displaystyle E}.

### Distance d'un point à une partie
On peut particulariser la définition précédente en prenant l'un des deux ensembles réduit à un point.
Si A est une partie non vide d'un espace métrique E, et si x est élément de E, on définit la distance de x à A comme une borne inférieure :
{\displaystyle d(x,A)=\inf\{d(x,a)\mid a\in A\}.}
C'est le rayon de la plus grande boule ouverte de centre x qui ne rencontre pas A.
On prendra garde au fait que d(x, A) = 0 n'implique pas en général que x soit élément de A. Par exemple, dans ℝ muni de la valeur absolue, la distance de 0 à l'intervalle ouvert ]0, 1[ est nulle, ou la distance de tout réel à l'ensemble des rationnels est nulle également.
Plus précisément, la distance de x à A est nulle si et seulement si, x est un point adhérent à A (autrement dit : l'implication précédente est vraie si et seulement si A est fermé). Plus généralement, la distance de x à A est égale à la distance de x à l'adhérence de A.
L'application de E dans ℝ qui à tout élément x de E associe d(x, A) est continue, et même 1-lipschitzienne, :
{\displaystyle \forall x,y\in E\quad |d(x,A)-d(y,A)|\leq d(x,y)}.

### Distance algébrique
Soit deux points A et B d'un espace affine par lesquels passe une droite orientée (une droite munie d'un sens, c'est-à-dire engendrée par un vecteur {\displaystyle {\vec {v}}} non nul). On appelle distance algébrique[réf. nécessaire] de A vers B le réel tel que :
- sa valeur absolue soit la distance (définie ci-dessus) entre A et B
- si la valeur est non nulle :
  - le réel soit positif dans le cas où le vecteur {\displaystyle {\overrightarrow {\rm {AB}}}} est de même sens que {\displaystyle {\vec {v}}}, c'est-à-dire égal à {\displaystyle k{\vec {v}}}, avec {\displaystyle k>0},
  - négatif sinon.

On peut démontrer que la distance algébrique de A vers B (notée {\displaystyle d_{a}(\mathrm {A} ,\mathrm {B} )}) vaut :
{\displaystyle d_{a}(\mathrm {A} ,\mathrm {B} )={\frac {{\overrightarrow {\mathrm {AB} }}.{\vec {v}}}{\|{\vec {v}}\|}}}
Attention, la distance algébrique n'est pas une distance, puisqu'elle est non symétrique :
{\displaystyle d_{a}(\mathrm {A} ,\mathrm {B} )=-d_{a}(\mathrm {B} ,\mathrm {A} )}

### Distance algorithmique
En théorie de l'information on peut définir une distance entre deux textes comme la taille du plus petit programme permettant de passer de l'un à l'autre ; c'est la distance algorithmique.

## Généralisations
En allégeant les axiomes de la définition d'une distance, on arrive à diverses généralisations de celle-ci :
| Nom             | valeurs finies | symétrie | {\displaystyle \mathrm {d} (x,x)=0} | {\displaystyle \mathrm {d} (x,y)=0\implies x=y} | inégalité du {\displaystyle \Delta } |
| --------------- | -------------- | -------- | ----------------------------------- | ----------------------------------------------- | ------------------------------------ |
| distance        | ✔              | ✔        | ✔                                   | ✔                                               | ✔                                    |
| quasi-distance  | ✔              | ✘        | ✔                                   | ✔                                               | ✔                                    |
| métamétrique    | ✔              | ✔        | ✘                                   | ✔                                               | ✔                                    |
| pseudo-distance | ✔              | ✔        | ✔                                   | ✘                                               | ✔                                    |
| semi-distance   | ✔              | ✔        | ✔                                   | ✔                                               | ✘                                    |
| distance faible | ✔              | ✘        | ✔                                   | ✘                                               | ✔                                    |
| pramétrique     | ✔              | ✘        | ✔                                   | ✘                                               | ✘                                    |
| écart           | ✘              | ✔        | ✔                                   | ✘                                               | ✔                                    |

La condition que la distance prenne ses valeurs dans [0, +∞[ peut être aussi assouplie en considérant des « distances à valeurs dans un ensemble ordonné filtrant ». La reformulation des axiomes dans ce cas conduit à la construction des espaces uniformes : des espaces topologiques avec une structure abstraite permettant de comparer les topologies locales de points différents.
Parmi les catégories correspondant aux diverses variantes de distance, celle des espaces pseudo-métriques « étendus » (c.-à-d. autorisant la valeur +∞), avec comme morphismes les applications 1-lipschitziennes, est celle qui se comporte le mieux : on peut y construire des produits et des coproduits arbitraires et former des objets quotients. Si on enlève étendu, on peut seulement prendre des produits et des coproduits finis. Si on enlève pseudo, on ne peut plus prendre des quotients.[réf. nécessaire] Les espaces d'approche sont une généralisation des espaces métriques qui maintiennent ces bonnes propriétés de catégorie.[réf. nécessaire]
Il existe aussi, en géométrie différentielle, les notions de métriques riemanniennes et pseudo-riemanniennes sur une variété différentielle (et non plus simplement sur un ensemble).
Les quasi-distances sont plutôt appelées distances asymétriques. Le terme quasi étant souvent utilisé en géométrie pour désigner une propriété à constante près.